# 哥伦比亚人口

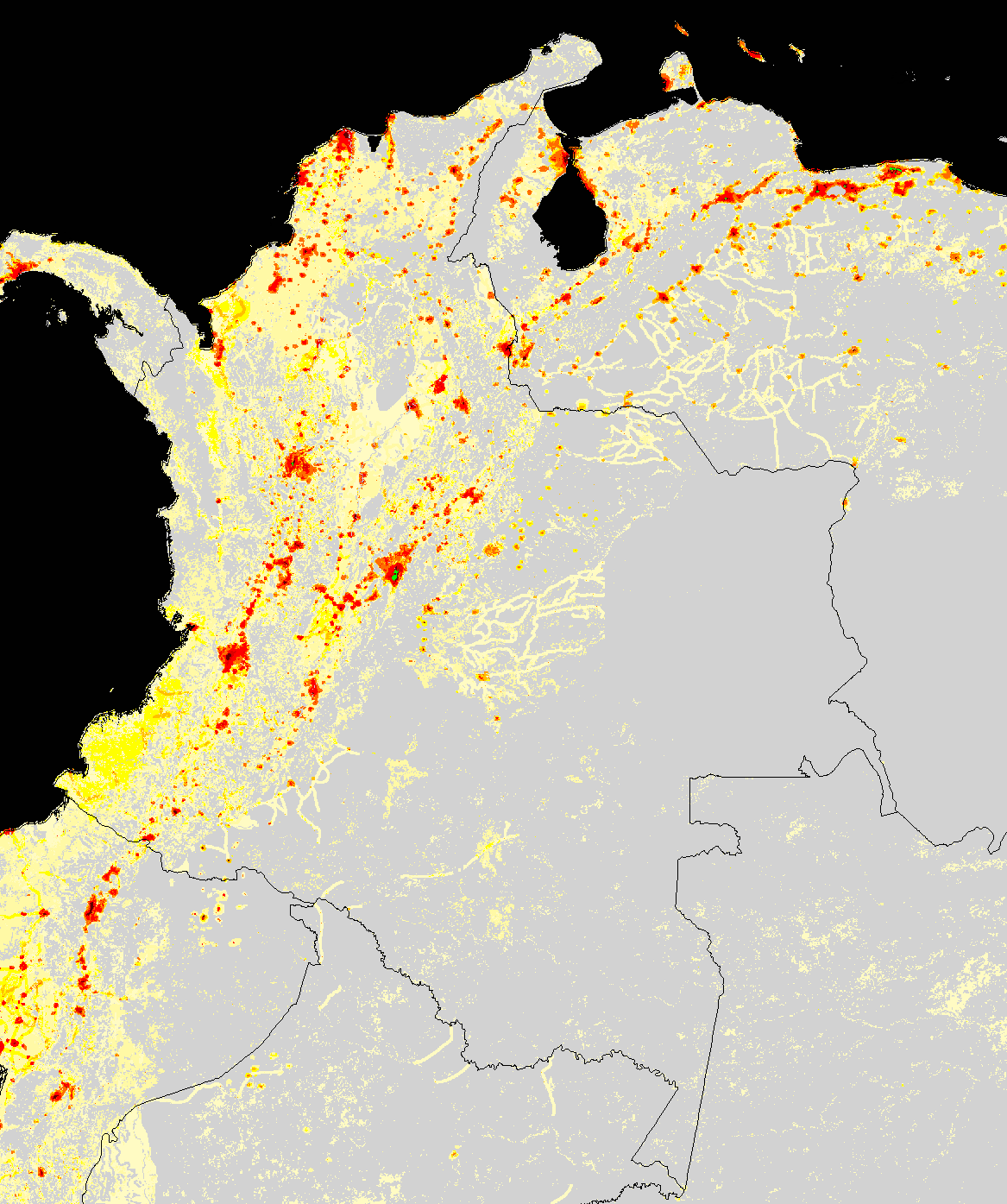
哥倫比亞人口密度

哥伦比亚的种族是当地土著印第安人、西班牙殖民者和非洲奴隶混合的结果，产生了混合的混血人群（58%）、白人（20%）、黑白混血儿（14%）、黑人（4%）和印第安—黑人混血儿（3%）。现在，只有大约1%的人可以认为是纯种的有自己语言和风俗的印第安人。哥伦比亚的主要宗教是天主教。 
哥伦比亚是拉丁美洲人口第四大国，只排在巴西、墨西哥和阿根廷之后。农村人口大量涌向城市。城市人口从1951年的57%上升到1994年的74%。30个城市的人口超过100,000。东部9个低地省份占哥伦比亚面积的54%，但是只有不到3%的人口，人口密度低于1人／平方千米。

## 數據

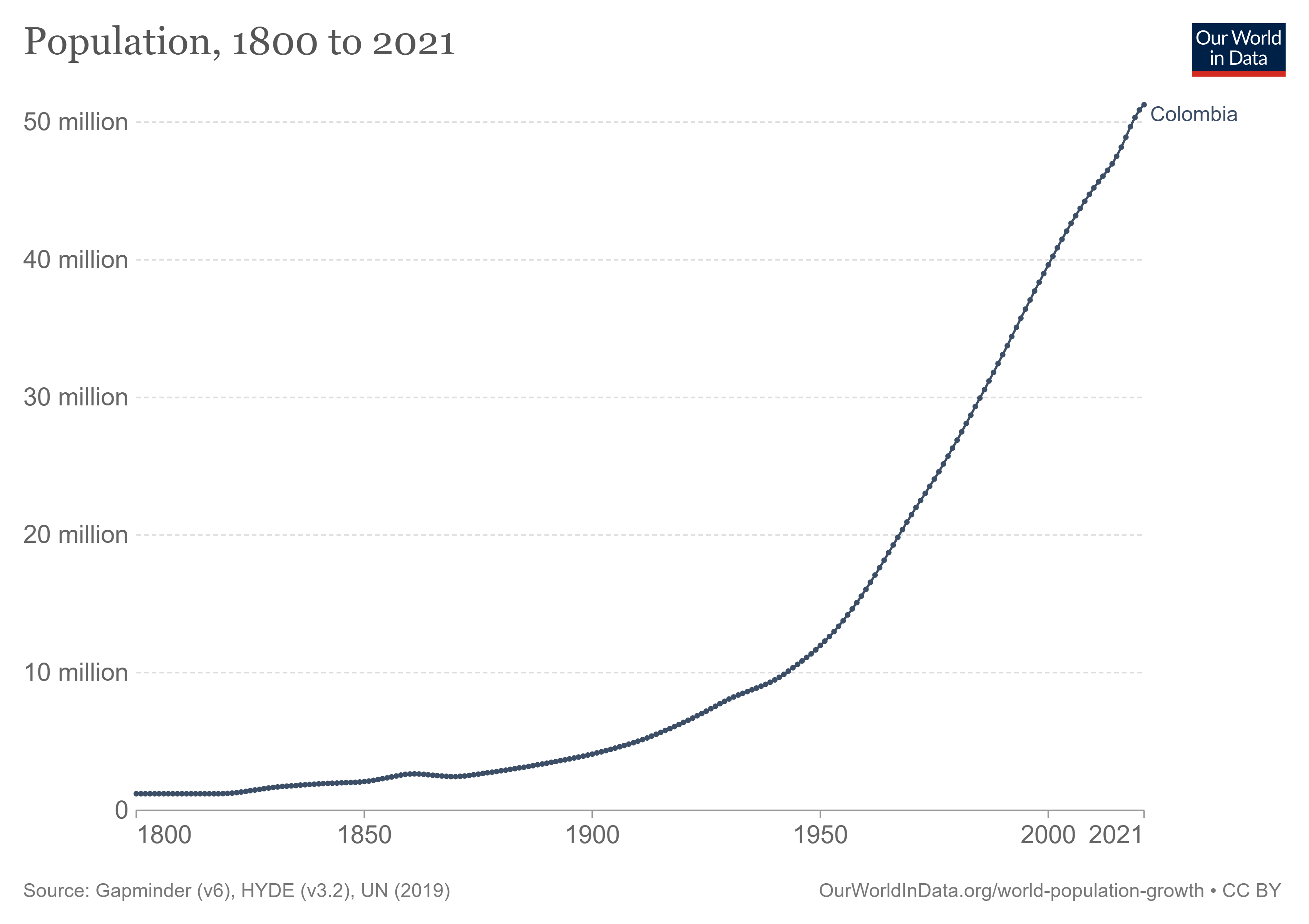
哥倫比亞人口統計 (1961-2003)
資料來源：FAO，2005年；單位：千人

人口：45,013,674（2008年7月统计）
年龄结构
- 0-14岁： 29.4%（男性 6,688,530；女性 6,531,768）
- 15-64 岁： 65.1%（男性 14,292,647；女性 15,017,204）
- 65 岁及以上： 5.5%（男性 1,072,644；女性 1,410,881）（2008年统计）

增长率： 1.405%（2008年统计）
出生率：19.86/1,000人（2008年统计）
死亡率： 5.54 /1,000人（2008年统计）
净迁移率： -0.28/1,000人（2008年统计）
性别比例
- 婴儿期： 1.03 男性／女性
- 15 岁以下： 1.02 男性／女性
- 15-64 岁： 0.95 男性／女性
- 65 岁及以上： 0.76 男性／女性
- 总人口： 0.96 男性／女性（2008年统计）

婴儿死亡率： 19.51/1,000人（2008年统计）
平均寿命：
- 总人口： 72.54 岁
- 男性： 68.71 岁
- 女性： 76.5 岁（2008年统计）

生育率： 2.49个子女／妇女（2008年统计）
种族： 
- 混血儿，58%
- 白人，20%
- 黑白混血儿，14%
- 黑人，4%
- 印第安—黑人混血儿，3%
- 印第安人，1%

宗教：羅馬天主教： 90% 、其他： 10%
语言：西班牙语
识字率：
- 15岁以上能读写
- 总人口： 92.8%
- 男性： 92.9%
- 女性： 92.7%（2006年统计）